# Viêm tủy thị thần kinh
Viêm tủy thị thần kinh (NMOSD, còn gọi là bệnh Devic) là bệnh tự miễn, đặc trưng bởi tình trạng viêm cấp tính thần kinh thị giác và tủy sống. Các đợt viêm thần kinh thị giác và viêm tủy có thể xảy ra đồng thời hoặc nối tiếp nhau. Bệnh thường tái phát, đặc biệt là ở những bệnh nhân không được điều trị. Trong hơn 80% trường hợp, viêm tủy thị gây ra bởi các tự kháng thể (autoantibody) immunoglobulin G (IgG) với kênh aquaporin 4 (bệnh anti-AQP4). Aquaporin 4 là aquaporin (kênh vận chuyển nước) phong phú nhất trong hệ thần kinh trung ương. Một nhóm nhỏ các trường hợp âm tính với kháng AQP4 có liên quan đến các kháng thể chống lại myelin oligodendrocyte glycoprotein (anti-MOG).
Đa xơ cứng (MS) và viêm tủy thị có thể giống nhau về biểu hiện lâm sàng và X quang, và đa xơ cứng có thể rất hiếm khi biểu hiện kiểu hình giống viêm tủy thị. Do đó, viêm tủy thị trong quá khứ đã bị nhầm là một biến thể lâm sàng của đa xơ cứng. Tuy nhiên, viêm tủy thị không phải do đa xơ cứng gây ra trong phần lớn các trường hợp. Viêm tủy thị và đa xơ cứng khác biệt đáng kể về cơ chế bệnh sinh, biểu hiện lâm sàng, chụp cộng hưởng từ, xét nghiệm dịch não tủy, diễn biến bệnh và tiên lượng.

## Triệu chứng cơ năng và triệu chứng thực thể
Biểu hiện ban đầu phổ biến nhất là viêm tủy sống. Viêm tủy sống gây ra rối loạn chức năng tủy, có thể dẫn đến yếu cơ, liệt tứ chi, mất hoặc giảm cảm giác, co cứng kiểu tháp (spasm), rối loạn bàng quang, ruột hoặc rối loạn cương dương.
Biểu hiện ban đầu phổ biến thứ hai là viêm dây thần kinh thị giác và/hoặc giao thoa thị giác, còn gọi chung là viêm thị. Viêm thị có thể dẫn đến giảm/mất thị lực. Mất thị trường hoặc mất khả năng nhìn màu sắc có thể xảy ra riêng lẻ hoặc trước khi thực sự mất thị lực. Khác với với viêm thị vô căn và viêm thị do bệnh đa xơ cứng, viêm thị do viêm tủy thị thần kinh dẫn đến mất thị lực nghiêm trọng ngay từ khi khởi phát, ảnh hưởng đến cả hai bên mắt và mù vĩnh viễn.
Về mặt cổ điển, viêm tủy thị thần kinh chỉ bao gồm các triệu chứng viêm tủy và viêm thị. Tuy nhiên, với việc phát hiện ra các kháng thể gây bệnh, một loạt các biểu hiện bệnh rộng hơn được xếp vào viêm tủy thị thần kinh. Viêm tủy thị thần kinh có thể ảnh hưởng đến thân não. Các tổn thương ở thân não hoặc tủy cổ trên có thể gây suy hô hấp. Tổn thương trong vùng nhận cảm hóa học (area postrema) tại sàn não thất tư ở hành não có thể gây nôn mửa hoặc nấc cụt, cũng như đau và co cứng (spasm). Có kèm theo tổn thương não nhưng thường không có triệu chứng. Các tổn thương cũng có thể ảnh hưởng đến trung não, chủ yếu ở viêm tủy thị thần kinh có aquaporin-4–Immunoglobulin-G (AQP4-IgG) dương tính.

## Nguyên nhân
Viêm tủy thị thần kinh là bệnh tự miễn tác động vào hệ thống thần kinh. Trong hơn 80% trường hợp, nguyên nhân là do tự kháng thể IgG chống lại aquaporin-4 (anti-AQP4+). Trong 20% còn lại, có 10–40% trong số đó nguyên nhân là do kháng thể IgG chống lại MOG, còn lại vẫn chưa rõ nguyên nhân.
Chưa có lời giải thich cho sự tồn tại yếu tố "tự miễn dịch". Nhiều yếu tố di truyền và môi trường được biết là làm tăng nguy cơ phát triển viêm tủy thị thần kinh. Yếu tố nguy cơ lớn nhất là nữ giới, đặc biệt là ở viêm tủy thị thần kinh có AQP4-IgG dương tính. Nhiều alen kháng nguyên bạch cầu người (HLA) có mối quan hệ với viêm tủy thị thần kinh.
Viêm tủy thị trước đây có liên quan đến nhiều bệnh hệ thống. Một số nhà nghiên cứu đã chỉ ra rằng một số trường hợp khác có thể là hội chứng cận u. Dường như bệnh lupus có thể tạo ra các tự kháng thể viêm tủy thị-IgG, dẫn đến các trường hợp viêm tủy thị có nguồn gốc từ bệnh lupus.

## Chẩn đoán

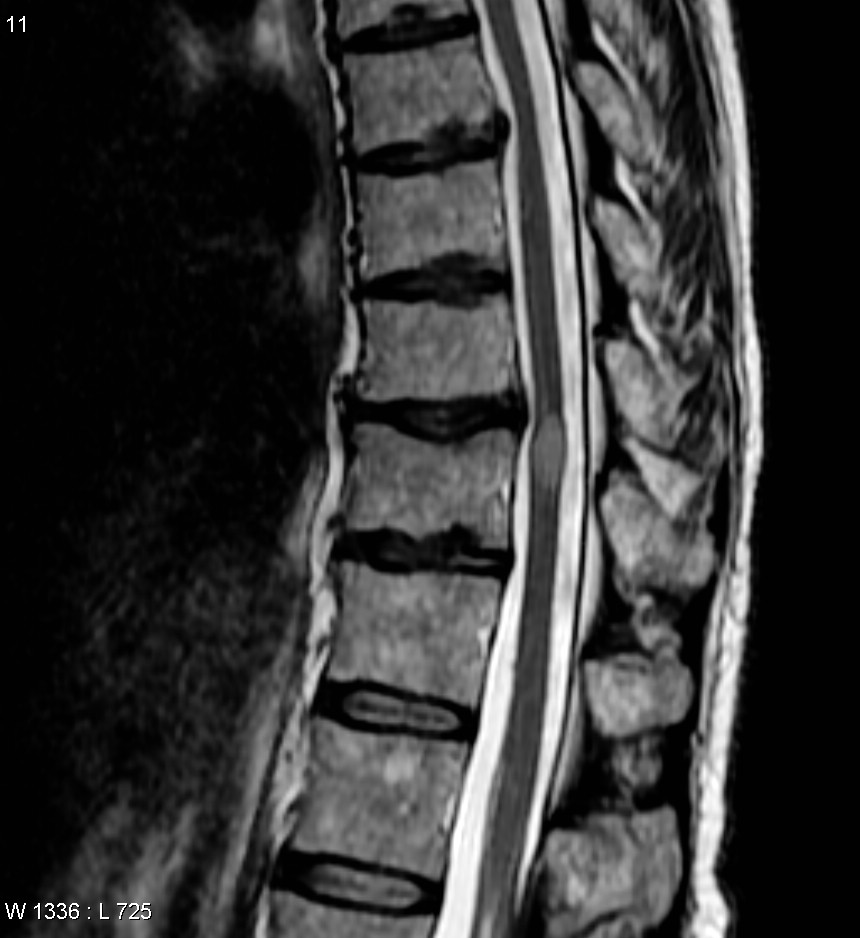
Chụp MRI bệnh nhân viêm tủy ngang, một trong những tiêu chuẩn chẩn đoán viêm tủy thị thần kinh

Viêm tủy thị thần kinh được chẩn đoán bằng các tiêu chuẩn chẩn đoán đã đồng thuận, đã trải qua nhiều lần sửa đổi, gần đây nhất là vào năm 2015.
So với các trường hợp xét nghiệm huyết thanh AQP4-IgG âm tính thì tiêu chuẩn chẩn đoán đối với trường hợp có xét nghiệm huyết thanh AQP4 – IgG dương tính được nới lỏng hơn. Nếu phát hiện AQP4-IgG thì chỉ cần 01 tiêu chuẩn chính và loại trừ được các chẩn đoán phân biệt là đủ để chẩn đoán viêm tủy thị thần kinh.
Nếu không phát hiện AQP4-IgG thì để chẩn đoán viêm tủy thị thần kinh cần có 02 tiêu chuẩn chính, mỗi tiêu chuẩn có kết quả MRI hỗ trợ, cùng với việc loại trừ các chẩn đoán phân biệt.
| Tiêu chuẩn chính                                                                                   | Các phát hiện trên phim cộng hưởng từ (MRI) nếu AQP4-IgG âm tính hoặc không xác định |
| -------------------------------------------------------------------------------------------------- | --- |
| Viêm dây thần kinh thị giác                                                                        | Hoặc (1) MRI não cho kết quả bình thường hoặc chỉ tổn thương chất trắng không đặc hiệu, hoặc (2) MRI thần kinh thị giác cho thấy tăng tín hiệu trên xung T2, hoặc tổn thương ngấm thuốc trên xung T1. Tổn thương lớn hơn 1/2 chiều dài thần kinh thị giác hoặc liên quan đến giao thoa thị giác |
| Viêm tủy cấp tính                                                                                  | Tổn thương trong tủy > 3 đốt liên tiếp nhau, hoặc teo cột sống ≥ 3 đốt liên tiếp nhau |
| Hội chứng vùng nhận cảm hóa học (các đợt nấc cụt hoặc nôn/buồn nôn kéo dài)                        | Tổn thương vùng nhận cảm hóa học hoặc mặt sau của hành não |
| Hội chứng thân não cấp tính                                                                        | Tổn thương thân não quanh ống nội tủy |
| Chứng ngủ rũ có triệu chứng/ hội chứng trung não cấp tính với MRI cho thấy hình ảnh tổn thương não | Không có |
| Hội chứng não có triệu chứng với tổn thương não điển hình của viêm tủy thị thần kinh               | Không có |

Viêm tủy thị thần kinh do MOG-IgG được coi là biểu hiện của viêm não tủy liên quan đến anti-MOG.

## Điều trị

Cấu trúc hóa học của methylprednisolone, được sử dụng để điều trị tấn công các đợt cấp

Viêm tủy thị thần kinh không có thuốc chữa triệt để, nhưng có thể điều trị được. Một số bệnh nhân hồi phục, nhưng nhiều người bị suy giảm thị lực và liệt tay chân, mức độ nghiêm trọng tùy trường hợp.

### Điều trị tấn công
Suy giảm thần kinh dài hạn là tác động tích lũy của các đợt cấp tính. Như vậy điều trị các đợt cấp tính là rất quan trọng. Thông thường điều trị tấn công bằng corticosteroid tiêm tĩnh mạch liều cao, chẳng hạn như methylprednisolone IV (Solu-Medrol) trong 3–5 ngày. Bắt đầu điều trị sớm bằng steroid đã cho thấy cải thiện kết quả liên quan đến thị lực sau các đợt cấp tính. Tuy nhiên, không có bằng chứng chất lượng nào chứng mình hiệu quả của steroid đến kết quả lâu dài. Chiến lược điều trị này được "vay mượn" từ chiến lược điều trị các bệnh tự miễn tương tự (viêm dây thần kinh thị giác vô căn và bệnh đa xơ cứng).
Lọc huyết tương có thể là một phương pháp điều trị hiệu quả khi điều trị tấn công bằng corticosteroid. Máu của chính bệnh nhân được bơm ra, tế bào máu được lấy ra khỏi huyết tương và trộn với một dung dịch, sau đó hỗn hợp máu mới được bơm trở lại cơ thể.

### Phòng ngừa thứ cấp
Có thể điều trị dự phòng để ngăn ngừa tái phát viêm tủy thị; nhưng thời gian chính xác của điều trị dự phòng vẫn gây tranh cãi.

#### Dược phẩm được FDA chấp thuận
Dược phẩm được FDA chấp thuận điều trị viêm tủy thị thần kinh dương tính với AQP4-IgG, được chứng minh là có hiệu quả trong các thử nghiệm lâm sàng giai đoạn III lần đầu được cung cấp ra thị trường vào năm 2019. Tính đến năm 2020, đây là một trong những loại thuốc đắt nhất trên toàn thế giới. Vì thuốc không có ở dạng viên và giá thành đắt đỏ nên đã hạn chế khả năng tiếp cận. Chưa rõ hiệu quả của các loại thuốc mới này đối với viêm tủy thị thần kinh âm tính với AQP4-IgG.
| Thuốc (nhãn hiệu) | Nhãn hiệu | Ngày phê duyệt của FDA | Cơ chế hoạt động                        | Ghi chú                                                            |
| ----------------- | --------- | ---------------------- | --------------------------------------- | ------------------------------------------------------------------ |
| Eculizumab        | Soliris   | 2019                   | Kháng thể đơn dòng chống lại bổ thể C5  | Được chấp thuận cho viêm tủy thị thần kinh dương tính với AQP4-IgG |
| Inebilizumab      | Uplizna   | 06/2020                | Kháng thể đơn dòng kháng tế bào B CD19+ | [ 24 ]                                                             |
| Satralizumab      | Enspryng  | 08/2020                | Kháng thể đơn dòng kháng IL-6           | Được chấp thuận cho viêm tủy thị thần kinh dương tính với AQP4-IgG |

#### Dược phẩm off-label
Nhiều thuốc điều trị mặc dù thiếu các thử nghiệm lâm sàng giai đoạn III để kiểm tra hiệu quả nhưng vẫn được đưa vào sử dụng, do các thuốc này tương đối rẻ và sẵn có ở dạng thuốc viên. Đây là các thuốc điều trị tiêu chuẩn hiện nay. Hầu hết các loại thuốc này tác động đến hệ miễn dịch theo nhiều cách khác nhau.
| Thuốc (nhãn hiệu)                        | Cơ chế hoạt động                  | Ghi chú |
| ---------------------------------------- | --------------------------------- | --- |
| azathioprine (Imuran, Azasan)            | Ức chế chuyển hóa purin           | Lần đầu tiên được báo cáo là có hiệu quả vào năm 1998 và là phương pháp điều trị chính trong hơn 10 năm sau đó. Đôi khi kết hợp với steroid do tác dụng kéo dài hàng tháng.                                        |
| mycophenolat mofetil (CellCept)          | Ức chế chuyển hóa purin           | Đã thay thế một phần azathioprine do hiệu quả và khả năng dung nạp tốt hơn. Đôi khi kết hợp với steroid do tác dụng kéo dài hàng tháng.                                                                            |
| corticosteroid                           |                                   | [ 29 ] |
| mitoxantrone                             | Chất ức chế tổng hợp/sửa chữa DNA | |
| methotrexat                              | Ức chế chuyển hóa folat           | |
| cyclophosphamid                          | liên kết chéo DNA                 | |
| rituximab (Rituxan)                      | kháng thể chống lại tế bào B CD20 | Phương pháp điều trị viêm tủy thị thần kinh được sử dụng phổ biến nhất hiện nay. |
| globulin miễn dịch tiêm tĩnh mạch (IVIG) |                                   | |
| ghép tế bào gốc tạo máu (HSCT)           |                                   | có thể được sử dụng trong các trường hợp nặng của viêm tủy thị. Dữ liệu hiện có cho thấy quy trình này có thể làm giảm hoạt động viêm trong thời gian ngắn, nhưng phần lớn bệnh nhân sẽ tái phát trong vòng 5 năm. |

Điều quan trọng cần lưu ý là một số thuốc ức chế miễn dịch được sử dụng để điều trị đa xơ cứng (chẳng hạn như interferon-β, fingolimod, natalizumab và alemtuzumab) lại trầm trọng thêm sự tiến triển của bệnh viêm tủy thị và không được sử dụng để điều trị viêm tủy thị.

## Tiên lượng
Bệnh có thể xuất hiện một đợt duy nhất (đơn pha). Tuy nhiên, ít nhất 85% bệnh nhân có tái phát với các đợt viêm tủy ngang và/hoặc viêm dây thần kinh thị giác lặp đi lặp lại. Ở những bệnh nhân có viêm tủy thị thần kinh xuất hiện một đợt duy nhất, viêm tủy ngang và viêm dây thần kinh thị giác xảy ra đồng thời hoặc cách nhau vài ngày. Mặt khác, bệnh nhân ở dạng tái phát có nhiều khả năng thời gian hai triệu cứng này cách nhau nhiều tuần hoặc vài tháng và phục hồi vận động tốt hơn sau khi viêm tủy ngang. Tái phát thường xảy ra sớm, khoảng 55% bệnh nhân bị tái phát trong năm đầu và 90% trong 5 năm đầu.
Khoảng 20% bệnh nhân viêm tủy thị thần kinh chỉ một đợt (đơn pha) sẽ bị suy giảm thị lực vĩnh viễn và 30% bị liệt vĩnh viễn ở một hoặc cả hai chân. Trong số những bệnh nhân viêm tủy thị thần kinh tái phát, 50% bị suy giảm thị lực hoặc liệt trong vòng 5 năm. Ở một số bệnh nhân (33% trong một nghiên cứu), viêm tủy ngang ở tủy cổ dẫn đến suy hô hấp và tử vong sau đó.

## Dịch tễ học
Tỷ lệ hiện mắc thay đổi theo vùng, dao động từ 0,5 đến 10 ca trên 100.000 người. Viêm tủy thị thần kinh phổ biến ở phụ nữ hơn nam giới, với phụ nữ chiếm hơn 2/3 số bệnh nhân và hơn 80% những người mắc bệnh tái phát.
Một nghiên cứu hồi cứu cho thấy rằng tỷ lệ mắc Viêm tủy thị thần kinh là 1,5% trong mẫu bệnh nhân mắc bệnh thần kinh ngẫu nhiên, với tỷ lệ đa xơ cứng/viêm tủy thị thần kinh là 42:7. Trong số 13 bệnh nhân viêm tủy thị thần kinh, 77% bị tổn thương tủy sống, 38% bị viêm dây thần kinh thị giác nặng và 23% bị tổn thương não hoặc thân não. Chỉ 56% có viêm tủy thị thần kinh có xác định về mặt lâm sàng khi theo dõi.
Viêm tủy thị thần kinh phổ biến ở người châu Á hơn người da trắng. Trên thực tế, bệnh đa xơ cứng tủy thị châu Á (OSMS) (chiếm 30% các trường hợp mắc bệnh đa xơ cứng ở Nhật Bản) được cho là giống hệt với viêm tủy thị thần kinh. Trong quần thể bản địa của vùng nhiệt đới và cận nhiệt đới, đa xơ cứng rất hiếm; nhưng khi tồn tại thì thường ở dạng đa xơ cứng tủy thị.
Phần lớn bệnh nhân viêm tủy thị thần kinh không có người thân bị ảnh hưởng và bệnh này được coi là không mang tính chất gia đình.

## Bệnh nhân nổi tiếng
- Christine Hà (đầu bếp người Mỹ gốc Việt)
- Cassie Mitchell (vận động viên khuyết tật và giáo sư kỹ thuật y sinh)